# Sebastian Maciej Rudnicki
Sebastian Maciej Rudnicki herbu Lis (zm. przed lutym 1588 roku) – podsędek ziemski sieradzki w latach 1579–1587.
Poseł województwa sieradzkiego na sejm 1576/1577 roku, sejm koronacyjny 1587/1588 roku.